# Јела Спиридоновић Савић
 Јелена Јела Спиридоновић Савић (11. јануар 1890, Шабац — септембар 1974, Београд) била је српска песникиња, приповедачица и есејисткиња.

## Живот
Родила се у богатој шабачкој породици грчког порекла. Њен отац, Михајло Спиридоновић (1848–1908), након што је докторирао медицину у Бечу запослио се у Шапцу као физикус. Због хуманости и несебичне пожртвованости прозван је „сиротињска мајка“. Михајло Спиридоновић је активно учествовао у културном животу града, а Јела је, вероватно, наследила његов књижевни таленат. Након свршене Шабачке гимназије, Јела Спиридоновић је у периоду од 1911. до 1913. године студирала филозофију у Трсту. Године 1913. удала се за Владислава Савића (1873—1957), ерудиту и зналаца пет језика, шефа пресбироа у Министарству унутрашњих послова. У годинама између два светска рата боравила је са супругом у Њујорку, Бечу, Минхену и Трсту куда их је водила његова дипломатска каријера. У међуратном периоду име Јеле Спиридоновић Савић је једно од најпрепознатљивијих на српској/југословенској књижевној сцени. Тридесетих година држала серију предавања на Коларчевом народном универзитету и у Колу српских сестара о животима и делима најпознатијих мистика. Други светски рат проводела је и Београду. Године 1945. комесарска управа на челу са Ђуром Гавелом објавила је извештај „Српска књижевна задруга под окупацијом“ у којем је Јела Спиридоновић Савић оцењена као „сарадница фашистичког окупатора“, а њено дело као недостојно, неродољубиво и издајничко. Умрла је у Београду. У некрологу, у име Друштва књижевника Србије, Десанка Максимовић је нагласила да је Јела Спиридоновић Савић „била прави, рођени песник. Писала је продуховљену поезију темом више окренута према звездама него према земљи. Више окренута према нашој прошлости него према садашњици“.

## Дело

### Са уских стаза
Прву песничку збирку, Са уских стаза, Јела Спиридоновић Савић је објавила 1919. године. Оновремена критика није могла да не реагује на субверзивни карактер стихова. Милан Богдановић истиче, приказујући нове књиге у Политици 1919. године, да у Загребу, око Крлежиног Пламена, Милош Црњански и Јела Спиридоновић Савић скандализују својим стиховима. Песникиња „раскошне маште и врелог темперамента“, „великог осећања плоти и крви и јаких чулних сензација“ у збирци Са уских стаза слободним стихом опева еротски ужитак жене. Ауторкина прва збирка кореспондира са авангардним тенденцијама почетком двадесетих година у српској књижевности: екстатични доживљај света, интуитивност религиозне спознаје, метафизичка идентификација са космосом, индивидуализам у смислу одвајања од лицемерног грађанског друштва и потрага за суштином стварности у неистраженим дубинама сопственог бића.

### Пергаменти
Током двадесетих и тридесетих година била је сарадница бројних часописа: Дан, Мисао, Српски књижевни гласник, Будућност, Раскрсница, Савременик, Књижевни север, Летопис Матице српске итд. У издању С. Б. Цвијановића 1923. објавила је еп Пергаменти, „духовну аутобиографију из хиландарског периода, коју на почетку 19. века на згаришту спаљеног манастира Светог Симеона „случајно“ проналази монах Стратоник“. „Еп Пергаменти Јеле Спиридоновић Савић представља ехо датих религиозно-националних идеја чији су носиоци били представници српски представници богословске и уметничке елите“. Важну улогу у овом делу, као и у целокупном њеном опусу, има тема метемпсихозе. Ауторкина визија утемељивача српске православне цркве изазвала је велику пажњу и у иностраној јавности. Дело је преведено и објављено на италијанском језику 1927. године.

### Вечите чежње
Године 1926. објавила је другу песничку збирку, Вечите чежње. У предговору Јован Дучић истиче да се песме Јеле Спиридоновић Савић „разликују од старијих песника својом формом, а од млађих својом садржином“. Према Дучићевом мишљењу, оно што издваја песникињу је њен мистицизам, „њена лична спиритуална нота, аспирација ка трансцендентном и општем, смисао за уопштавање, за везивање у заједничко, у основно, есенцијално, космичко“. Један од набољих приказа збирке написала је филозофкиња др Ксенија Атанасијевић, стављајући акценат на метафизичку и родну димензију збирке. Речима Ксеније Атанасијевић, Јела Спиридоновић Савић је „пречистила свију љубавну поезију за једно продубљено мистично осећање, што је започела још у својој поеми ретке лепоте Пергаменти“. Атанасијевић је оценила да су циклуси „Трагедија жене“ и „Дневник уседелице“ најбоља остварења у збирци: „Кад пева жену, г-ђа Спиридоновић ствара најнепролазније своје строфе“. Савремена истраживачица, др Станислава Бараћ је оценила да је песникиња у овим циклусима обрадила актуелне теме тадаше феминистичке контрајавности: „Религиозност и хришћанска етика Јеле Спиридоновић Савић није у овим песмама нашла сагласност са патријархалном нормом“.

### Јесење мелодије
Крајем тридесетих година ауторка је објавила збирку Јесење мелодије, сабране песме објављиване током тридесетих година, и Приповетке. Тодор Манојловић је записао да је нова песничка збирка Јеле Спиридоновић Савић „преболна и магична“, видећи је као „стваралачку носталгију усамљеника [...] мотив који развезује суморно и сугестивно, са неким чудесно нежним мелодизмом и устрепталим мистичким блеском“. Паулина Лебл Албала је описала збирку као „меланхоличну страсну баркаролу“. „Иновативност ове збирке огледа се у наглашеној метатекстуалности“, наглашава др Јована Реба, истичући да „духовну ауру већине песама у збирци обликује трагање по дубинама подсвести, сусрети са сопственим демонима и бег од суморне реалности у машту и лудило“.

### Приповетке и есејистика
Збирка Приповетке садржи пет приповедака: „Пале се светиљке градске“, „Хармоникаш“, „Госпођа Георгина“, „Мала служавка Марија“ и „Сан Марије из Магдале“. Приповетке „представљају прозну реализацију хришћанског концепта о потрази са савршеном врлином, о жртвовању и екстази духа. Мотиве из своје поезије песникиња је транспоновала у песничку форму, тако да су готово сви главни јунаци и јунакиње већ били отелотворени у одређеним песмама и песничким циклусима“. Своје последе дело, збирку есеја Сусрети, Јела Спиридоновић Савић је објавила 1944. године. У Сусретима Искошени текстсу сабрани есеји, односно предавања која је држала током тридесетих година о Рилкеу, Гетеу, Ничеу, фра Анђелику, Десанки Максимовић, Исидори Секулић, женама мистицима итд.
Приредила је и објавила као самиздат збирку приповедака свог супруга, Владислава Савића, Приповетке 1958. године.
Изабрана дела Јеле Спиридоновић Савић приредила је др Јована Реба 2012. године. Књига Чежње: изабрана дела објављена је у едицији Сопствена соба издавачке куће Службени гласник из Београда.